# ستبردم سه‌نواره
ستبردم سه‌نواره (نام علمی: Myoictis melas) نام یک گونه از تبار ستبردم‌تباران است.